# Diversidad sexual en Groenlandia
Los derechos de las personas LGBT en Groenlandia estan entre los más avanzados de América y el mundo, similar a los derechos LGBT en Dinamarca en Europa. La actividad sexual entre personas del mismo sexo es legal, con una edad igual de consentimiento, y hay leyes anti discriminación que protegen a las personas LGBT. Parejas del mismo sexo tuvieron acceso a la unión civil, el cual les proporcionó acceso con casi todo de los derechos proporcionados comparados con parejas casadas del sexo opuesto, de 1996 a 2016. El 1 de abril de 2016, una ley derogó el acto de sociedad registrado y legalizo el matrimonio entre personas del mismo sexo.
En 1979, Dinamarca concedió la "regla de casa" de Groenlandia y en 2009 extendió el autogobierno, a pesar de que todavía influye la cultura y la política de tal isla. Groenlandia está considerada por ser muy socialmente liberal hacia personas LGBT. La aceptación de la homosexualidad y relaciones del mismo sexo es alto, e informes de discriminación contra personas LGBT son raras/no ocasionales. Debido a la población pequeña y esparcida de Groenlandia, muchas personas LGBT se mudaron a Copenhague en Dinamarca.

## Ley respecto a la actividad sexual entre personas del mismo sexo
Cuando es el caso con Dinamarca, la actividad sexual entre personas del mismo sexo no es un delito. Está legalizado por Dinamarca en 1933, y la edad de consentimiento sexual estuvo igualada en 1977 en 15, dos años con anterioridad a la regla de casa.

## Reconocimiento de relaciones del mismo sexo
Groenlandia adoptó la ley unión civil de Dinamarca el 1 de julio de 1996. Había alguna oposición a la unión civil y los legisladores conservativos, quienes más tarde escogieron abstenerse de votar. La factura estuvo aceptada en el Parlamento Groenlándico 15─0 con 12 abstenciones, y más tarde por el Parlamento danés 104–1. La primera pareja del mismo sexo en registrarse para la unión civil fue en 2002. Las uniones civiles se apellidan nalunaarsukkamik inooqatigiinneq en Groenlandés.

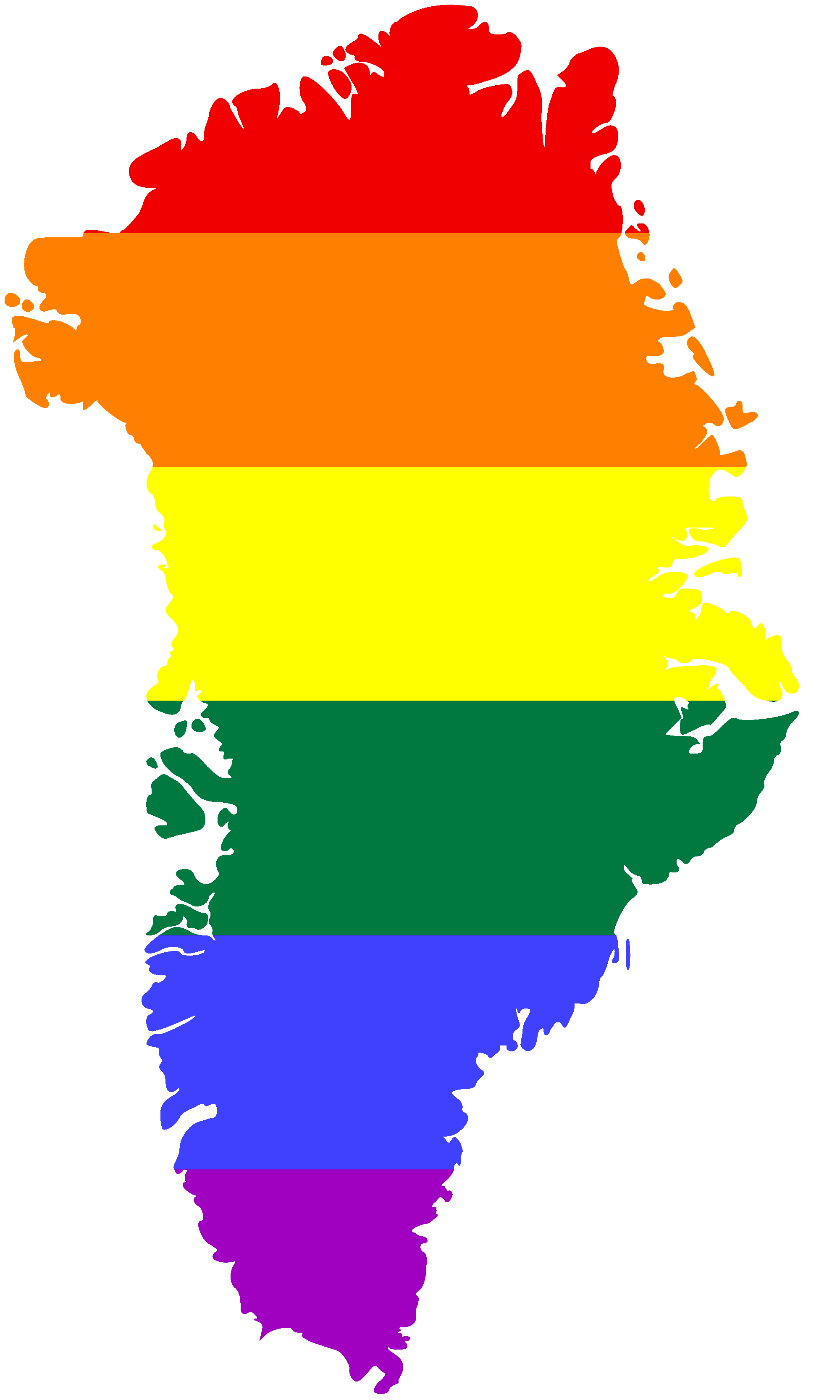
Mapa de Groenlandia con bandera LGBT.

En marzo del 2015, el MP Justus Hansen, de los Demócratas, empezó una solicitud para legalizar el matrimonio entre personas del mismo sexo en Groenlandia, en la cual la adopción también sería incluida, y otros cambios en la ley de casa Groenlándica. La petición estuvo aprobada unánimemente (27–0) por el Parlamento de Groenlandia el 26 de mayo de 2015, pero la aprobación danesa era requerida antes de legalizarlo. Inicialmente, la petición era para venir a efectuar el 1 de octubre de 2015, pero debido a las elecciones generales danesas en junio del 2015, el procedimiento parlamentario por tanto tuvo que empezar de nuevo. El 19 de enero de 2016, el Folketing (Parlamento danés) aprobó la propuesta por 108–0 y la petición estuvo con el consentimiento real aprobado por la Margarita II de Dinamarca el 3 de febrero de 2016. Las partes de la ley que relaciona al matrimonio fue a efectuar el 1 de abril de 2016.
El matrimonio entre personas del mismo sexo fue legal el 1 de abril de 2016. La aplicación en Groenlandia de la unión civil fue derogada el día cuando el matrimonio igualitario tomó efecto.

## Adopción y planificación familiar
Las parejas del mismo sexo en uniones civiles fueron permitidas para adoptar hijastros desde el primero de junio, 2009. Una ley que considera la fertilización in vitro (IVF) para las parejas lesbianas estuvo aprobado en 2006. Las partes del matrimonio entre personas del mismo sexo para adoptar los niños conjuntamente fueron a efectuar el 1 de julio de 2016.

## Protecciones ante la discriminación
Desde el 2010, Groenlandia ha penalizado la agresión verbal y legalizó una condena hacia el delito de odio a las personas por su orientación sexual. El artículo 100 del Código Criminal prohíbe la agresión verbal a base de su orientación sexual, entre otros. En 2024 se promulgó una ley nacional en Groenlandia que protege a las personas LGBT de la discriminación en cualquier ámbito.
El Consejo de Derechos humanos de Groenlandia, financiado por el presupuesto estatal, promueve y protege derechos humanos en Groenlandia. Está encargado para participar en el fortalecimiento y consolidación de derechos humanos, y trabajos estrechamente con el Instituto danés para Derechos humanos.

## Derechos de personas trans
La Acta sobre la Esterilización y Castración (Groenlandés: Kinguaassiorsinnaajunnaarsagaaneq pillugu itnasit; en danés: Lov om sterilisation og kastration) del Reino de Dinamarca vino a Groenlandia en 1975, dejando legal el cambio de sexo en el país.
Las personas trans en Groenlandia pueden cambiar el sexo en sus documentos de identidad oficiales. Una ley pasada en 2016 por el decreto deja cambios de sexo legal basados en la autodeterminación. Las personas transgénero pueden aplicar para cambiar su género legal sin experimentar la cirugía de reasignación de sexo, terapia de hormona, esterilización o recibiendo una diagnosis médica.
Desde el 2016, los Greenlandeses con más de 18 años quedesean solicitar un cambio de sexo legal con solo basta una declaración de que quieren cambiar su género, seguido por un periodo de seis meses "de reflexión larga" para confirmar la petición.
Además de hombre y mujer, los pasaportes en Groenlandia son disponibles con sexo "X" en el reconocimiento del género no binario.

## Movimiento de derechos LGBT en Groenlandia
Debido a la población pequeña y esparcida, hay virtualmente ninguna escena gay. Algunos cabarets y bares en la capital Nuuk tienen una multitud de gais y heterosexuales. Muchas personas LGBT se mudaron a Nuuk, Sisimiut, Ilulissat o Copenhague en Dinamarca. Había una organización de derechos LGBT llamada "Qaamaneq" desde el 2002 hasta el 2007 la cual organizó acontecimientos sociales y culturales. La organización estuvo restablecida en 2014 como LGBT Qaamaneq. El activista LGBT Hajlmar Dahl declara que la homofobia es más prevalente en las comunidades remotas más pequeñas.
GlobalGayz describe Groenlandia como modelo para derechos LGBT; "[un]o para matrimonio igualitario [...], Groenlandia era distinta entre casi cada otro país en el mundo. El asunto no hizo que el corazón de casi nadie se saltara un latido. Otros países que ahora legalizan el matrimonio gay experimentaron manifestaciones dramáticas, resistencia y retraso, incluso en Dinamarca [...]. En Groenlandia allí era ninguna demanda en las calles para igualdad de matrimonio, ningún advocacia larga, muy poco de debates gubernamentales y virtualmente ninguna cobertura de medios de comunicación. De hecho, un nativo dijo 'los derechos de las personas gay han provenido del trabajo de personas heterosexuales'." La legalización de la unión civil en 1996 y matrimonio del mismo sexo en 2016 tuvo una oposición muy pequeña y poco debate.
En el 15 de mayo de 2010, Groenlandia hizo su primer desfile del orgullo en Nuuk. Fue atendido por aproximadamente 1 000 personas.